# Amoxicilină
Amoxicilina este un antibiotic din clasa beta-lactamelor, aparținând grupului penicilinelor (amino-peniciline) de semi-sinteză cu spectru "lărgit". Are efect bactericid, acționând la nivelul peretelui celulei bacteriene prin inhibarea biosintezei substanțelor din structura peretelui. Este susceptibila de degradare, sub influența beta-lactamazei , o enzimă secretată de bacterii. Din acest motiv se asociază cu acid clavulanic un inhibitor al  β-lactamazei.

## Spectru de activitate
- Germeni grampozitivi (coci și bacili), cu excepția celor producători de penicilinază
- Coci gramnegativi
- Spirochete
- Unii bacili gramnegativi (Escherichia Coli, Haemophilus Influenzae, Salmonella, Shigella, Enterobacter, Klebsiella, Brucella, Proteus mirabilis)

## Indicații
Infecții cu germeni sensibili la amoxicilină:
- Infecții ale aparatului respirator (rinofaringite, sinuzite, traheite, bronșite etc.)
- Infecții ale aparatului digestiv (enterocolite, purtători de bacili tifici, infecții ale căilor biliare)
- Infecții ale aparatului uro-genital (infecții urinare, gonoree, infecții genitale)
- Infecții ale tegumentelor (inclusiv mușcături de animale sau de om)
- Infecții ale aparatului cardio-vascular (endocardită)
- Infecții ale sistemului nervos (meningite)
- Infecții osteo-articulare

## Sarcină și alăptare
Nu prezintă risc de a produce malformații fetale și poate fi administrată la femeile gravide pe toată durata sarcinii. Este un medicament din categoria A, în clasificarea realizată de Berglund și colab. (Acta Obst. Gynecol Scand., suppl.126, 1984): medicamente folosite de un număr mare de femei gravide fără a fi produs efecte definite asupra procesului reproducerii).
Se poate administra în siguranță la femeile care alăptează. Este un medicament din grupa II (medicamente care trec în lapte, dar nu influențează sugarul, la doze terapeutice)

## Contraindicații
- Alergie la peniciline
- Infecții cu germeni rezistenți la amoxicilină
- Infecții cu virus herpetic
- Mononucleoza infecțioasă (risc de reacții cutanate)

## Reacții adverse
- Manifestări alergice, în special la pacienții cu alergie la peniciline sau cefalosporine (sensibilizare încrucișată)
- Tulburări digestive (greață, vărsături, diaree)
- Modificări tranzitorii ale rezultatelor investigațiilor de laborator (creștere a transaminazelor serice, anemie, leucopenie, trombopenie)

## Interacțiuni medicamentoase
Amoxicilina scade efectul contraceptivelor orale.